# Повені в Південній Азії (2017)
Близько 1300 осіб загинуло і понад 41 млн осіб постраждали від широкомасштабних повеней, викликаних мусонами в південноазійських країнах: Бангладеш, Індія, Непал та Пакистан, із липня по вересень 2017 року. Найбільше постраждалих в Індії — більше тисячі загиблих.

## Передумови та причини
Мусони в Південній Азії йдуть щороку із червня по вересень, але у 2017 році сезон дощів був набагато сильнішим, ніж у середньому, унаслідок чого були повені й зсуви в масштабах, які останніми роками не спостерігалися. Експерти називають ці повені в Південній Азії найбільшими за останні десятиліття, з огляду на труднощі з довгостроковими поставками продовольства через знищені посіви. Станом на 2 вересня було підтверджено загибель 1288 осіб, ще понад 45 мільйонів постраждало. За даними ЮНІСЕФ, ця цифра включає в себе 16 мільйонів дітей.
Міжнародний центр зі зміни клімату та розвитку (International Centre for Climate Change and Development, ICCCD) та інші стверджують, що ці повені ускладнюється зміною клімату.

## Країни, що постраждали

### Бангладеш
Станом на 1 вересня, повені, які Міжнародна Федерація Товариств Червоного Хреста і Червоного Півмісяця назвала найсильнішими за останні чотири десятиліття, тривають на приблизно одній третині Бангладеш, головним чином у північній, північно-східній і центральній частинах країни. У розпал бурі 11 серпня протягом кількох годин випало опадів як за тиждень регулярних мусонних дощів♦ Очікуються ще більші дощі і повені, зокрема в Даці, столиці країни. Понад шість мільйонів постраждали, за даними ЮНІСЕФ, за іншими оцінками до 8,5 млн. Втрати склали майже 700 000 пошкоджених або зруйнованих будинків, затоплено 4,8 млн га сільгоспугідь і тисячі кілометрів зруйнованих доріг. Величезна кількість зруйнованих земель, в основний час вирощування рису, викликає побоювання продовольчої кризи в країні.
Повідомляється, що від повені загинули близько 140 осіб. Понад 50 тис. людей були переміщені, додатково до майже тридцяти тисяч біженців після зіткнень у 2016—2017 роках у Північному штаті Ракайн.
У рятувальних операціях задіяно 8 тисяч поліцейських і солдатів.

### Індія

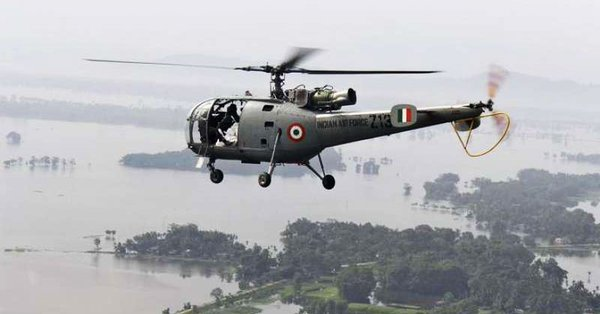
Вертоліт індійських ВПС під час рятувальної операції в затоплених районах Гуджарата

Повінь в Індії була переважно в північній частині країни, включаючи штати Ассам, Західна Бенгалія, Біхар і Уттар-Прадеш. У двох останніх загинули відповідно понад 500 і понад сто осіб. У цілому від повені постраждали понад 31 мільйона осіб, і були пошкоджені або зруйновані понад 800 000 будинків. Більше 85 % території Національного парку Казіранга було затоплено. Урядовців критикували за те, що не провели більше профілактичних заходів до цих повеней. Наприклад, агентство Reuters повідомило, що в Біхарі були нарікання на кількість насипів і доріг, які були розроблені без врахування відводу води. У штаті Гуджараті, повені та зливи призвели до 224 загиблих у червні та липні.
Мумбай має серйозні проблеми кожен рік під час сезону дощів через будівельні обмеження і велику кількість бездомних, у цьому сезоні на місто випало більше опадів і повені були більшими, ніж під час повені 2005 року у Махараштрі. Одна лікарня була затоплена і міський громадський транспорт не діяв. Після негоди обвалився сторічний багатоповерховий будинок, загинули щонайменше 33 особи.
Уже третій рік поспіль сезон дощів був відзначений повенями на північному заході й північно-східних регіонах, а посуха в Індії посилилася вздовж Південного півострова. Згідно з релізом Індо-Азійської служби новин, опублікованому у вересні, ці «екстремальні дощі зросли утричі за останні кілька років і тепер поширюється по всій центральній Індії — від Гуджарата до Одіши».

### Непал
Станом на 24 серпня, 143 особи загинули в Непалі; 1,7 млн постраждали від повеней і близько 461 000 були змушені покинути своє житло. Понад 34 000 будинків були затоплені, зруйновані 1000. Частина шосе Махендра, найважливіша магістраль між Сходом і Заходом країни, була змита. Сільськогосподарські експерти передбачали, що виробництво рису у країні зменшиться. Злітно-посадкова смуга аеропорту Біратнагар була затоплена, і аеропорт був змушений закритися 15 серпня.
Експерти заявили, що повінь була найгіршою у Непалі за останні кілька років; приблизно третина країни була затоплена, більша частина підтоплень — у бідних районах країни.

### Пакистан
Мусонні дощі викликали підтоплення міста в Карачі, найбільшому місті Пакистану. Щонайменше 23 особи, включаючи сімох дітей, загинули після того, як у Карачі випало 130 мм опадів 31 серпня. Більшість жертв загинули від удару струмом, інші загинули від часткових обвалень будівель або втопилися. Ще двоє померли в Кашморі й Джамшоро, районах у провінції Сінд.
Повінь розпочалася трохи більше, ніж через тиждень після 41 мм дощу в Карачі 21—22 серпня. 19 осіб загинули від інцидентів, пов'язаних із дощем — у тому числі ураження електричним струмом, падіння рекламних щитів і обвалення покрівлі, відповідно до даних рятувальних служб Едхі й Чхіпа.